# John A. Nerud
John Andrew Nerud (9 de febrero de 1913-13 de agosto de 2015) fue un entrenador y propietario de purasangres americano, quién fue inducido al salón de la fama de la Hípica en 1972.

## Primeros años
Nerud, nación en Minatare, Nebraska. Trabajó como vaquero en un rodeo, para luego pasar a ser entrenador durante su juventud. Previo a servir en la Segunda Guerra Mundial,  fue el agente del jockey Ted Atkinson en Nueva Inglaterra. Sirvió en la Marina de los Estados Unidos durante la guerra, para luego regresar a las carreras. Finalmente, en 1949, entrenó a su primer caballo campeón, ganando un co-campeonato de caballos de carrera.

## Carrera
Nerud pasó la mayoría de su carrera de 44 años de entrenamiento (1935–1978) como entrenador, presidente y director general de la granja de William L. McKnight en Ocala, Florida. Al retirarse como entrenador en 1978, continuó trabajando cómo maganer de carreras y cría.
Como entrenador, Nerud atrajo atención nacional primero en 1956 después de preparar al caballo Switch On para ganar los handicaps de Palm Beach y McLennan. 
El caballo más aclamado de Nerud fue Dr. Fager. En 1968, Dr. Fager se convirtió en el único purasangre en ganar cuatro campeonatos en un año.

## Director fundador de la Copa de Criadores
En 1980, Nerud asistió en el desarrollo de la Breeders' Cup, asistiendo a su fundador John R. Gaines a vender el concepto a los corredores de los Estados Unidos. Como miembro fundador, Nerud también sirvió como presidente del comité de mercadotecnia de la Breeders' Cup en sus comienzos. En 1985, Nerud ganó el premio de la Milla en la Breeders' Cup con su caballo Cozzene, que fue entrenado por su hijo.

## Vida personal
Charlotte Nerud, su mujer durante 68 años, falleció el 28 de agosto de 2009. John residió  en Old Brookville, Nueva York y cumplió 100 años en febrero de 2013. Nerud continuó como director emérito de la Breeders' Cup hasta su muerte, el 13 de agosto de 2015. Tenía 102 años.